# Gare de l'aéroport de Cologne/Bonn
La gare de l'aéroport de Cologne/Bonn (en allemand: Bahnhof Köln/Bonn Flughafen) est la troisième plus grande gare ferroviaire de la ville allemande de Cologne (Land de Rhénanie-du-Nord-Westphalie). Elle connecte l'Aéroport de Cologne avec les plus importantes villes d'Allemagne grâce à l'ICE.

## Histoire
La gare a été ouverte le 12 juin 2004.

## Situation ferroviaire

Schéma, avec la boucle en rouge, et la LGV en noir

La gare est située sur la boucle de l'aéroport, ligne qui est connectée à ses deux extrémités à la LGV Cologne - Francfort.

## Service voyageurs

### Desserte
La gare est desservie par la ligne S13 du S-Bahn Rhin-Ruhr.